# Idomeneo

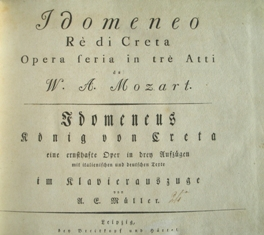

Idomeneo (tên đầy đủ là Idomeneo, vua Creta, K.336) là vở opera của nhà soạn nhạc người Áo Wolfgang Amadeus Mozart. Ông sáng tác vở opera này vào năm 1780. Một năm sau, ông đến Munich và trình diễn thành công vở opera này.

## Hoàn cảnh sáng tác
Idomeneo của Mozart lấy phần lớn cảm hứng từ tác phẩm cùng tên của nhà soạn nhạc người Pháp André Campra, Idoménée, xuất bản năm 1712. Mùa thu năm 1780, Karl Theodor ở Bavaria đã đặt mua một vở opera của Mozart cho lễ hội Munich vào năm 1777 theo một lời hứa trước đó. 

## Phân vai
- Ilia, con gái của Priam - vua thành Troy : soprano
- Idomeneo - vua đảo Crete : tenor
- Idamante - con trai Idomeneo : soprano castrat, sau đó được viết lại cho giọng tenor
- Elettra, con gái của Agamemnon : soprano
- Arbace, bạn tâm giao của Idomeneo : tenor
- Tư tế của Neptune : tenor
- Giọng Neptune : bass
- Hai phụ nữ Cretan : soprano và mezzo-soprano
- Hai người thành Troy : tenor và bass

## Nội dung

### Cảnh 1
Công chúa thành Troy Ilia, con gái của Vua Priam, bị giam giữ một mình ở Crete. Cô trải qua một cuộc xung đột giữa lòng căm thù mà cô phải cảm thấy đối với những kẻ đã giết cha mình và tình yêu mà cô dành cho Idamante người Cretan. Những người thân yêu của anh bị đánh bại và bỏ mạng trong cuộc chiến thành Troy. Bản thân cô, bị bắt cóc xa quê hương, đã được Idamante, con trai của Vua Idomeneus, cứu khỏi một vụ đắm tàu. Cô cố gắng vô ích để kìm nén cảm giác biết ơn mà cô dành cho anh ấy (“Padre, germani, addio”). Cô nghĩ rằng mình có một đối thủ là Electra, một người tị nạn ở Crete sau những sự kiện bi thảm ập đến với gia đình cô. Idamante hành động khoan hồng bằng cách giải thoát các tù nhân thành Troy và bày tỏ tình yêu một cách kín đáo với Ilia mà cô gái trẻ dường như vẫn thờ ơ ("Non ho colpa").
Người Crete và người Trojan ăn mừng hòa bình và hòa giải bằng các lễ hội. Người bạn thân tín của nhà vua, Arbace, thông báo một tin giả đáng báo động: Idomeneus, người đã chiến đấu nhiều năm bên cạnh quân Hy Lạp và người được mong đợi sẽ trở về, được cho là đã bỏ mạng trên biển. Electra, yêu Idamante say đắm nhưng không được cô yêu, hiểu rằng không gì có thể ngăn cản anh ta có vương quốc và trái tim của mình và hợp nhất với đối thủ Ilia. Cô ấy đầu hàng trước cơn ghen tuông dữ dội (“Tutte nel cor vi sento”).
Neptune, tức giận trước sự tổn hại gây ra cho hậu duệ của thành Troy, đã gây ra một cơn bão biển, khiến hạm đội của Idomeneus bị bắt. Các yếu tố đột nhiên lắng xuống, như thể có phép thuật, và Idomeneus đặt chân đến mảnh đất quê hương của mình. Giữa cơn bão, Idomeneus đã thề với Neptune sẽ hy sinh người đầu tiên anh gặp trên bờ biển, nếu mạng sống của anh được cứu (“Vedrommi intorno”). Giờ đây, sự hối hận đang tấn công anh. Idomeneus nhìn thấy nạn nhân tương lai của mình đang đến gần, người mà anh ta không nhận ra ngay lập tức. Cuối cùng, khi nhận ra đó là con trai ruột của mình, thay vì niềm vui bùng nổ, anh ta lại thốt ra những lời đe dọa và bỏ chạy trong tuyệt vọng, để lại Idamante vô cùng thất vọng ("Il padre adorato"). Bỏ qua màn kịch đang chờ xử lý, người Crete tạ ơn Neptune và chào đón sự trở lại của các chiến binh bằng những bài hát và điệu nhảy.

### Cảnh 2
Idomeneus giao phó bí mật về lời thề trong cơn bão cho Arbace, người đã khuyên anh nên loại Idamante khỏi Crete để bảo vệ anh khỏi sự hy sinh. Idomeneus quyết định gửi con trai mình đi cùng Electra trở về quê hương của cô, Argos, tránh xa sự báo thù của Neptune. Ilia bày tỏ lòng biết ơn của mình đối với Idomeneus, một vị vua cao thượng mà giờ đây cô coi là cha nuôi của mình. Trong một aria rất trữ tình, Electra sau đó bày tỏ niềm vui mà viễn cảnh về một tình yêu hạnh phúc mang lại cho cô. Khi Idamante rời đi, Idomeneus làm Ilia ngạc nhiên và cảm ơn anh vì sự hào phóng mà anh thể hiện đối với người dân của mình. Sau đó, anh nhận ra rằng lòng biết ơn của anh có lẽ là một dấu hiệu rõ ràng về tình yêu của anh dành cho Idamante, và điều ước anh thực hiện trong cơn bão sẽ chẳng mang lại cho anh điều gì ngoài bất hạnh. Tuy nhiên, Electra rất nhiệt tình với quyết định của Idomeneo, đoán rằng cô ấy sẽ giành được tình yêu của Idamante cho riêng mình. Người dân chờ đợi tại điểm lên máy bay. Ở đó, Idamante và Electra, lên đường thực hiện chuyến du hành trên một vùng biển êm đềm, từ biệt Idomeneus trong khi cầu xin lòng thương xót thần thánh. Trong khi Idamante và Electra đang ở trên tàu, Neptune gây ra một cơn bão khủng khiếp tấn công họ. Người dân cho rằng đây chủ yếu là sự trả thù cho tội ác đã gây ra trên đảo. Trong khi Idomeneus có vẻ muốn tìm kiếm tên tội phạm thì một con quái vật đáng sợ lại xuất hiện từ những con sóng. Idomeneus sau đó thừa nhận rằng anh ta là kẻ có tội và hiến thân làm vật hiến tế, nhưng anh ta từ chối hiến tế nạn nhân vô tội mà anh ta tin rằng Neptune yêu cầu. Người dân hoảng sợ bỏ chạy, trong khi con quái vật dấy lên nỗi sợ hãi rằng nó sẽ tàn phá toàn bộ hòn đảo.

### Cảnh 3
Ilia chỉ nghĩ đến tình yêu của mình dành cho Idamante. Một mình trong cung điện của mình, không biết về sự tàn phá của Neptune, cô tâm sự với những bông hoa. Trong lúc bối rối, cô không thấy anh đang đến; anh kể cho anh nghe về sự tàn phá của con quái vật và quyết tâm chiến đấu để tiêu diệt nó. Không muốn, cô thú nhận tình yêu của mình với anh. Sau đó Electra và Idomeneus đến. Anh ta yêu cầu Idamante rời Crete. Tất cả đều thể hiện nỗi đau và sự tuyệt vọng của mình. (Bộ tứ "Andro ramingo e solo" được coi là dàn nhạc vĩ đại đầu tiên của opera seria). Idamante rời bỏ họ và một mình chuẩn bị cho cuộc sống lưu vong. Arbace mang đến tin xấu. Người dân đã nổi dậy, dưới sự ảnh hưởng của Linh mục tối cao của Neptune và đang yêu cầu Nhà vua lộ diện. Một mình, Arbace cầu nguyện cho sự giải phóng đất nước của mình. High Priest cho Idomeneus thấy tình trạng tai họa do con quái vật gây ra và nói với anh rằng hàng nghìn người dân của anh đã bị giết. Nhà vua, bị Linh mục tối cao ép phải nói ra sự thật, tiết lộ rằng để có được sự hài lòng của Neptune, bản thân ông sẽ phải hy sinh Idamante, con trai của chính mình. Mọi người tập trung tại đền thờ thần để chứng kiến lễ hiến tế. Một cuộc tuần hành thông báo sự gia nhập của các linh mục. Arbace thông báo rằng Idamante đã chiến thắng trong cuộc chiến chống lại quái vật. Nhưng anh ta biết mong muốn của cha mình và đến tự hiến thân làm nạn nhân. Ilia cầu xin được hiến tế thay cho Idamante. Sau đó, một nhà tiên tri từ Sao Hải Vương đã can thiệp và chỉ ra phương tiện để chuộc tội và thực hiện lời thề: Idomeneus sẽ từ bỏ ngai vàng để ủng hộ con trai mình. Ilia sẽ là vợ anh ấy. Chỉ có Electra, bị cuốn đi bởi sự ghen tuông tột độ, đã tự kết liễu cuộc đời mình. Bầu không khí lúc đó trở nên thanh thản hơn. Idomeneus tuyên bố Idamante lên ngôi. Mọi người tham gia cùng anh ta để cầu khẩn các vị thần Tình yêu ủng hộ tinh thần Hòa bình...

## Âm nhạc

### Cảnh 1
1. Aria « Padre, germani, addio! » - Ilia
2. Aria « Non ho colpa » - Idamante
3. Coro « Godiam la pace »
4. Aria « Tutte nel cor vi sento » - Elettra
5. Coro « Pietà ! Numi pietà ! » / Pantomima & recitativo « Eccoci salvi alfin » Idomeneo
6. Aria « Vedrommi intorno » - Idomeneo
7. Aria « Il padre adorato » - Idamante
8. Marcia
9. Coro « Nettuno s’onori »

### Cảnh 2
1. Aria « Se il tuo duol ! » - Arbace (thay đổi vào năm 1786 bằng « Non più. Tutto ascoltai » và « Non temer amato bene » K 490)4.
2. Aria « Se il padre perdei » - Ilia
3. Aria « Fuor del mar » - Idomeneo
4. Aria « Idol mio, se ritroso » - Elettra
5. Marcia & recitativo « Sidonie sponde » - Elettra
6. Coro « Placido è il mar »
7. Terzetto « Pria di partir, oh Dio » - Idamante, Elettra & Idomeneo
8. Coro « Qual nuovo terrore »
9. Coro « Corriamo, fuggiamo»

### Cảnh 3
1. Aria « Zeffiretti lusinghieri » - Ilia
2. Duetto « S’io non moro a questi accenti » - Idamante & Ilia (thay đổi vào năm 1786 bằng duetto « Spiegarti non poss’io » K 489).
3. Quartetto « Andrò ramingo e solo » - Idamante, Ilia, Idomeneo & Elettra
4. Aria « Se colà ne’fati è scritto » - Arbace
5. Recitativo « Volgi intorno Io sguardo » - Gran sacerdote & Idomeneo
6. Coro « Oh voto tremendo ! »
7. Marcia
8. Cavatine con coro « Accogli, oh re del mar » - Idomeneo & Sacerdoti
9. Recitativo « Padre, mio caro padre » - Idamante & Idomeneo
10. Aria « No, la morte io non pavento » - Idamante (Supprimé par Mozart finalement lors de la représentation afin de raccourcir l'action)
11. La voce « Ha vinto Amore »
12. Aria « D’Oreste, d’Aiace » - Elettra
13. Aria « Torna la pace al core » - Idomeneo
14. Coro « Scenda Amor, scenda Imeneo »